# Almah
Almah (IPA: ˈaw.mɐ) – brazylijski zespół wykonujący power metal, założony przez Eda Falaschiego – początkowo jako projekt solowy.

## Biografia

### Projekt solowy
W 2006 roku Edu postanowił wydać album solowy, by oderwać się od Angry. Do współpracy zostali zaproszeni: Casey Grillo (Kamelot), Lauri Porra (Stratovarius) i Emppu Vuorinen (Nightwish). Choć album został wydany w 2006 roku, w Europie ukazał się on dopiero rok później.

### Zespół iFragile Equality
W 2008 roku Angra ma problemy z menagementem. Edu decyduje się stworzyć z Almy stały skład z udziałem Marcela Barbosy, Felipe'a Andreoliego, Paula Schroebera i Marcela Moreiry. W tym składzie wydali album Fragile Equality. Fragile Equality został wyprodukowany przez Eda i Felipe'a.

### Motion, odejście Paula Schroebera i Felipe'a Andreoliego
W 2011 roku zespół wydał ostatni album z Paulem i Felipe'em.
W 2012 roku nowym basistą zespołu został Raphael Dafras, a Paula zastąpił Gustavo di Padua. Rok później wystąpili na festiwalu Rock in Rio.

### Unfold, odejście Gustava di Paduy
W 2013 roku zespół wszedł do studia, by nagrać album Unfold, który ukazał się w tym samym roku. Na początku grudnia 2013, Gustavo di Padua odszedł z zespołu – początkowo został zastąpiony przez Iana Bemolatora (który zastąpił wcześniej Paula), a rok później na jego miejsce przyszedł gitarzysta Diogo Mafra.
W 2015 roku swoje odejście ogłosił perkusista Marcelo Moreira. Został on zastąpiony przez Pedra Tinello.

### E.V.O.– obecnie
W 2016 roku zespół w składzie z Diogo i Pedrem, nagrali i wydali album E.V.O.

## Dyskografia
Albumy studyjne
- Almah (2006)
- Fragile Equality (2008)
- Motion (2011)
- Unfold (2013)
- E.V.O (2016)

Dema
- You Take My Hand (2008)

Single
- You'll Understand (2008)
- All I Am (2008)
- Trace of Trait (2011)
- Late Night in 85' (2011)
- Raise the Sun (2013)

Kompilacje
- Within The Last Eleven Lines (2015)

## Muzycy
Obecny skład zespołu
- Edu Falaschi – wokal, gitara, instrumenty klawiszowe (od 2006)
- Marcelo Barbosa – gitara (od 2007)
- Raphael Dafras – bas (od 2012)
- Diogo Mafra – gitara (od 2014)
- Pedro Tinello – perkusja (od 2015)

Byli członkowie zespołu
- Felipe Andreoli – bas (2007–2012)
- Marcelo Moreira – perkusja (2008–2015)
- Paulo Schroeber – gitara (2008–2011) (nie żyje)
- Gustavo di Padua – gitara (2012–2013)